# Трубоукладальне судно

Спрощені схеми трьох поширених систем, що використовуються для будівництва та монтажу підводних трубопроводів (не в масштабі): S-подібна, J-подібна та барабанна.

Трубоукладальне судно — спеціалізоване судно, призначене для прокладки підводних трубопроводів. Спроектовані трубоукладальники для глибин до 600 м.
Корпус трубоукладача має спрощену форму. Іноді в трубоукладальники переобладнують баржі або судна іншого типу. Перспективні корпусу катамаран типу або з стабілізуючими колонами, особливо для експлуатації в районах з суворими погодними умовами.
Технологія укладання підводного трубопроводу з трубоукладальника полягає в нарощуванні його шляхом послідовної приварки секцій труб, що знаходяться на палубі.
При невеликих глибинах для переміщення трубопроводу з палуби до морського дна використовують криволінійний спусковий пристрій, за яким нарощуваний трубопровід переміщують від корми судна на дно в міру приварювання нових секцій труб. Зі збільшенням глибини моря на кормі судна встановлюють додаткову шарнірну опору-стрінгер для підтримки трубопроводу
при русі вниз і для запобігання великих вигинів його при виході з судна.
Інший спосіб укладання трубопроводів — барабанний. У цьому випадку трубоукладач обладнаний барабаном, на який намотується виготовлений на березі сталевий гнучкий трубопровід.